# Stazione di Potenza Superiore
La stazione di Potenza Superiore è uno degli scali ferroviari della città di Potenza, sito alle pendici del centro storico in Piazza Istria. Si trova in corrispondenza della stazione FAL di Potenza Santa Maria nell'omonimo rione (fermata del servizio ferroviario metropolitano) collegata da un sottopassaggio. L'ex scalo merci della stazione è stato destinato ad attività commerciali sociali e spazi commerciali. La stazione è servita da quattro binari e un binario tronco.

## Servizi
La stazione, che RFI classifica nella categoria "Silver", dispone di:
- Biglietteria a sportello
- Biglietteria automatica
- Sala d'attesa
- Servizi igienici
- Bar
- Parcheggio
- Edicola

## Interscambi
- Stazione ferroviaria metropolitana (Potenza Santa Maria)
- Fermata autobus